# Arbore

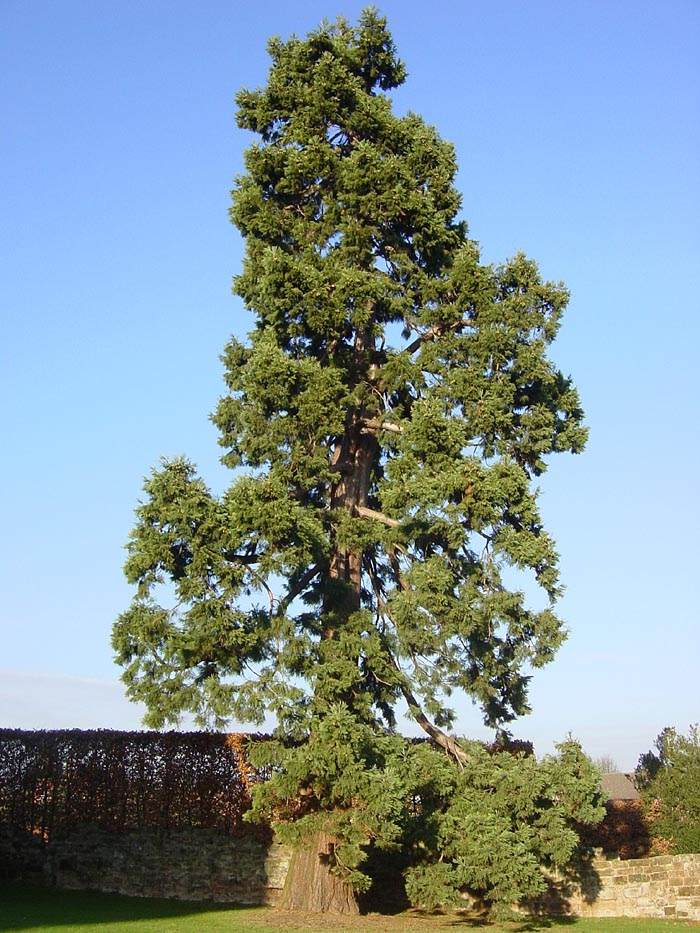
Arborele Mamut (Sequoiadendron giganteum)

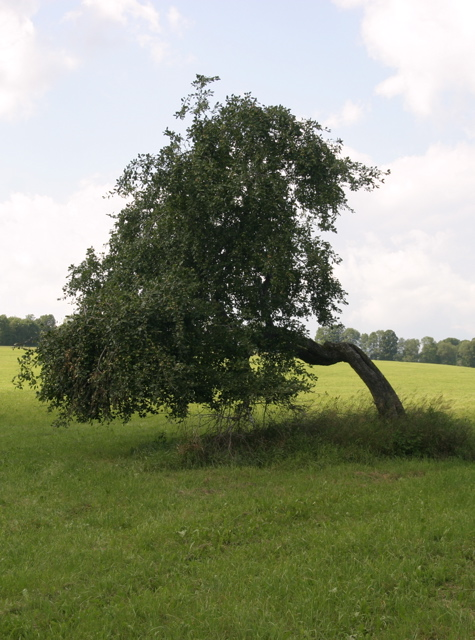
Arbore strâmb în Vermont, USA

Arborele, în botanică, este o plantă perenă cu un trunchi lemnos evident cu ramuri dezvoltate ce prezintă frunze, flori, din care se dezvoltă fructe și rădăcini ce au forme diferite după specie. Cel mai longeviv arbore este pinul.
Ramurile cresc în grosime și lungime anual prin mugurii terminali. Spre deosebire de arbust, arborele are un trunchi lemnos puternic mai gros și înalt ca arbustul (peste 7 metri înălțime), ramurile copacului alcătuind o coroană. 
Arborii grupați mai mulți la un loc pot forma sub influența factorilor de mediu unul din cele mai complexe ecosisteme terestre - pădurea, ecosistem ce este capabil să asigure condiții optime de viață pentru alte numeroase plante, dar și viețuitoare.
După felul frunzelor se pot clasifica în:
- arbori cu frunze căzătoare - în general foioase (fagul, teiul, stejarul, paltinul etc.), dar și câteva rășinoase (gingko, laricele, chiparosul de baltă etc.);
- arbori cu frunze persistente - în general rășinoase și speciile de arbori din zona tropicală.

După dimensiuni, deosebim:
- arbori de mărimea a III-a: 7–15 m înălțime;
- arbori de mărimea a II-a: 15–25 m înălțime;
- arbori de mărimea I: > 25 m înălțime;

## Vezi și
- Lista celor mai longevivi arbori

### Informații asupra unor soiuri de arbori
- Arborele de cafea Arhivat în 3 aprilie 2009, la Wayback Machine.
- de Denumiri germane
- de Cele mai răspândite specii de pomi în Austria
- de Für Kinder und Jugendliche („Pentru copii și tineret”) Arhivat în 10 decembrie 2005, la Wayback Machine.

### Informații asupra unor arbori rari din Europa centrală
- de Seltene Bäume in unseren Wäldern („Arbori rari în pădurile noastre”) Arhivat în 2 mai 2016, la Wayback Machine.
- de Projekt Förderung seltener Baumarten (Schweiz) („Arbori rari în Elveția”) Arhivat în 5 decembrie 2008, la Wayback Machine.

### Altele
- Copaci legendari din întreaga lume Arhivat în 2 septembrie 2014, la Wayback Machine., 24 noiembrie 2012, Dan Cârlea, Ziarul Lumina
- Care este cel mai mare arbore din lume? Dar cel mai înalt?, 2 mai 2013, Descoperă
- Copacii ÎNGERILOR. TOP 20 Cei mai frumoși arbori din lume | GALERIE FOTO/ VIDEO, 15 mai 2013, Silvana Chiujdea, Evenimentul zilei - The Telegraph
- Arborele cu cârnați, copacul cu batiste și alți arbori spectaculoși, 7 ianuarie 2014, Mihaela Stănescu, Descoperă